# Retarder
Ein Retarder (vom englischen retard für „verzögern“ oder „aufhalten“, von lateinisch retardare ‚verlangsamen, verzögern‘) ist eine verschleißfreie Dauerbremse die vorwiegend in Nutzfahrzeugen wie LKW oder Omnibussen eingesetzt wird. Sie basiert entweder auf dem Prinzip der Wirbelstrombremse oder der Turbokupplung (hydrodynamisch mit Flüssigkeit).

## Hydrodynamische Retarder

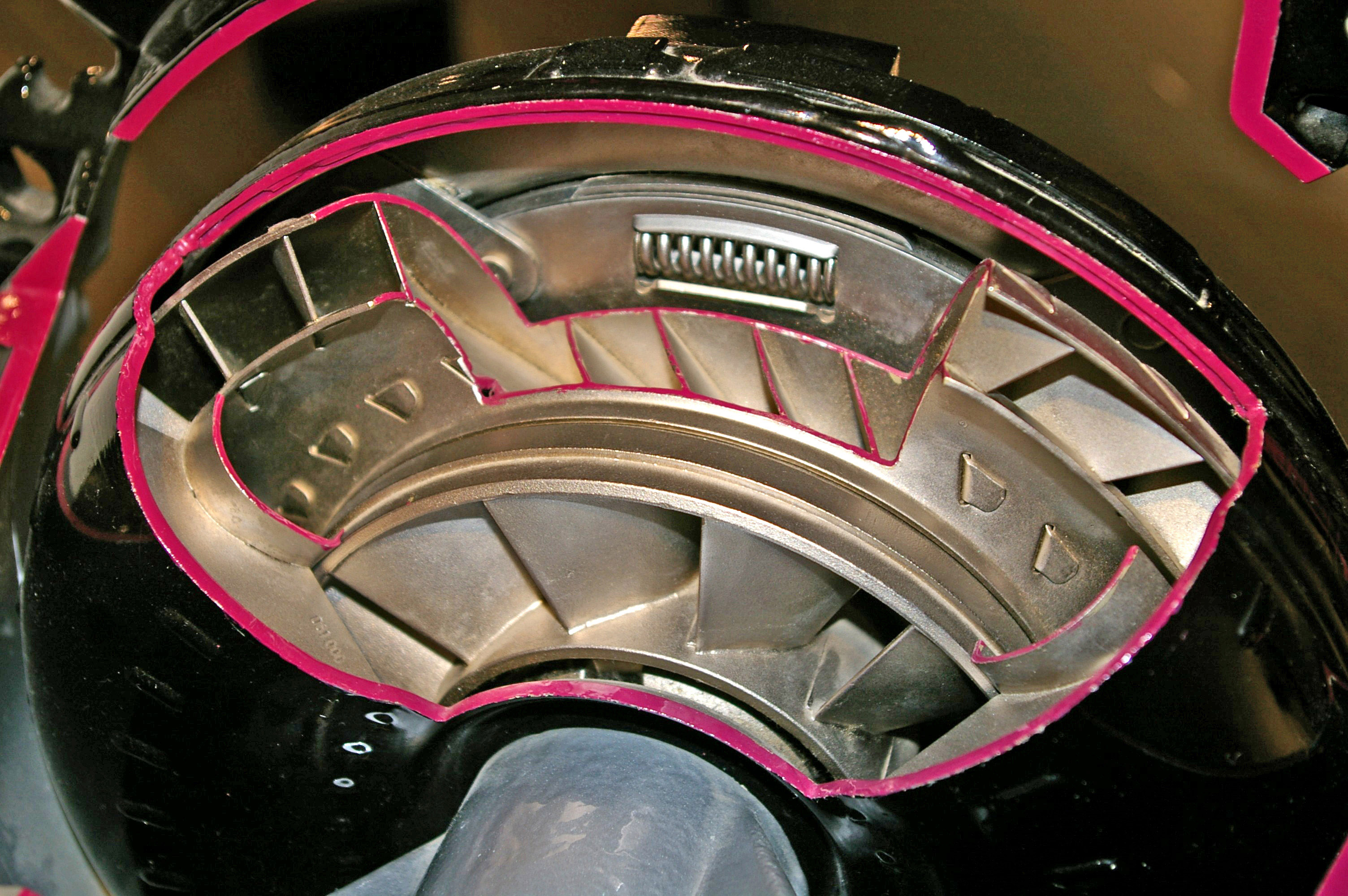
Schnittmodell eines Drehmomentwandlers (ähnlicher innerer Aufbau)

Hydrodynamische Retarder arbeiten mit Hydraulik-Öl, seit ca. 2010 auch mit Kühlerwasser, das bei Bedarf in ein Wandlergehäuse geleitet wird. Das Wandlergehäuse besteht aus zwei rotationssymmetrischen und sich gegenüberliegenden Schaufelrädern, einem Rotor, der mit dem Antriebsstrang des Fahrzeugs verbunden ist, und einem feststehenden Stator. Der Rotor beschleunigt das zugeführte Fluid, die Zentrifugalkraft drückt es nach außen. Durch die Form der Rotorschaufeln wird das Fluid in den Stator und von diesem wieder zurückgeleitet, wodurch es den Rotor und in weiterer Folge auch die Gelenkwelle abbremst.
Durch Reibung wird die Bewegungsenergie in Wärme umgewandelt, die durch einen Wärmetauscher wieder aus dem Öl abgeführt werden muss, etwa mit Hilfe des Kühlwasserkreislaufs des Motors. Die Ansteuerung des Retarders erfolgt pneumatisch über eine Druckluftsteuerung: Zum Aktivieren wird das Retardergehäuse mit dem Arbeitsfluid aus einem Vorratsbehälter gefüllt, das bei Druckabbau durch die Schaufelräder selbsttätig wieder zurückgepumpt wird.
Nachteilig ist, dass die Bremsleistung stark von der Wellendrehzahl abhängig ist.
Der hydrodynamische Retarder wurde u. a. von der Firma Voith in Heidenheim an der Brenz entwickelt. Bei den Einbauvarianten der Retarder unterscheidet man zwischen Inline (im Antriebsstrang integriert) und Offline (seitlich an das Getriebe angebaut und nicht direkt auf die Kardanwelle wirkend).

## Elektrodynamische Retarder

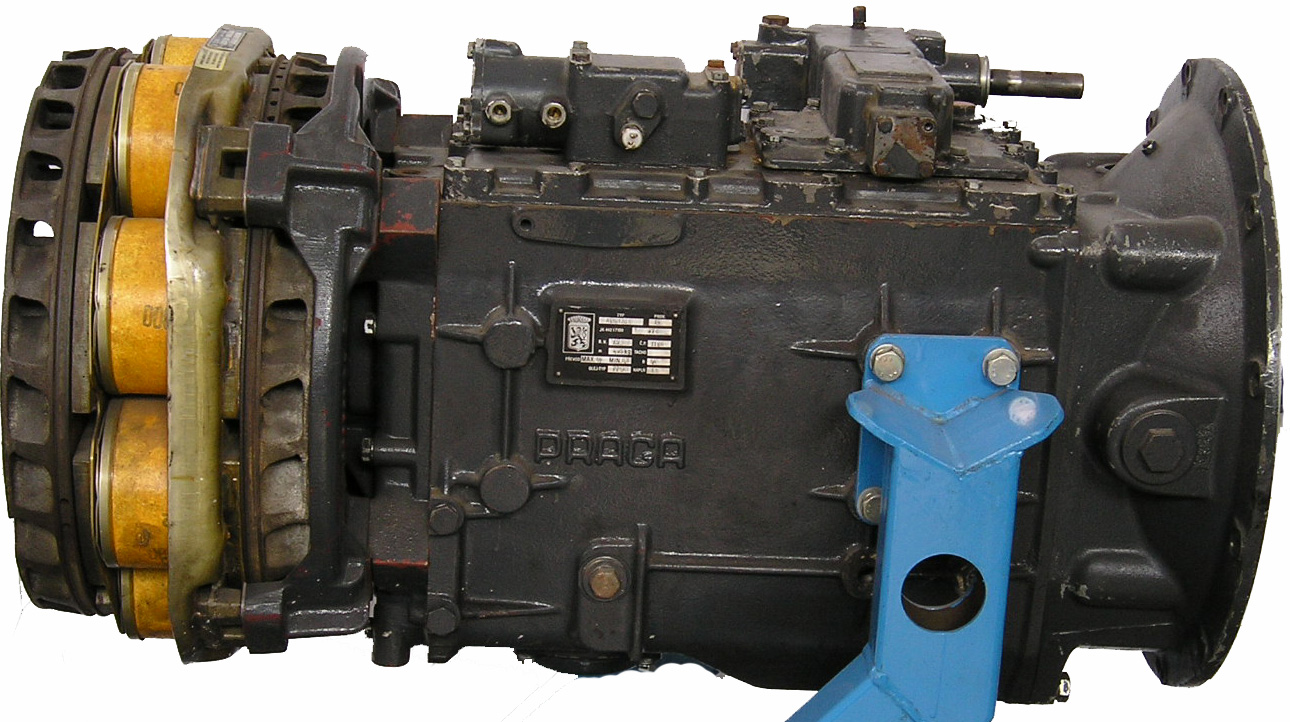
LKW-Getriebe mit elektrodynamischem Retarder (links)

Der elektrodynamische Retarder ist eine Wirbelstrombremse, nach den Herstellerfirmen auch Kloft- oder Telmabremse genannt. Dabei sind zwei Stahlscheiben (Rotoren), die nicht magnetisiert sind, mit der Antriebswelle verbunden. Dazwischen liegt der Stator mit Magnetspulen. Wenn in diese ein Strom eingespeist wird, erzeugen die Spulen ein Magnetfeld, das die Rotoren durchdringt. Die in den Rotoren induzierten Wirbelströme erzeugen gegenläufige Magnetfelder, die die Bremswirkung hervorrufen (Lenzsche Regel). Die Rotorscheiben erwärmen sich durch die Wirbelströme, sie sind innenbelüftet und werden durch den Fahrtwind gekühlt. Die Bremswirkung ist proportional zum Strom und der Rotordrehzahl.
Elektrodynamische Retarder arbeiten berührungslos und haben daher einen geringen Verschleiß, sie sind wartungsarm. Ein Nachteil elektrodynamischer Retarder ist der hohe Stromverbrauch (bis zu mehreren 100 Ampere bei einem LKW mit 24V Bordnetzspannung), der das Bordnetz an die Belastungsgrenze bringen kann. Weil eine wirkungsvolle Kühlung der Rotoren nur bei rollendem Fahrzeug erfolgt, sollte direkt nach einer Benutzung möglichst nicht angehalten werden, um eine Überhitzung zu vermeiden.

## Turbo-Retarder-Kupplung

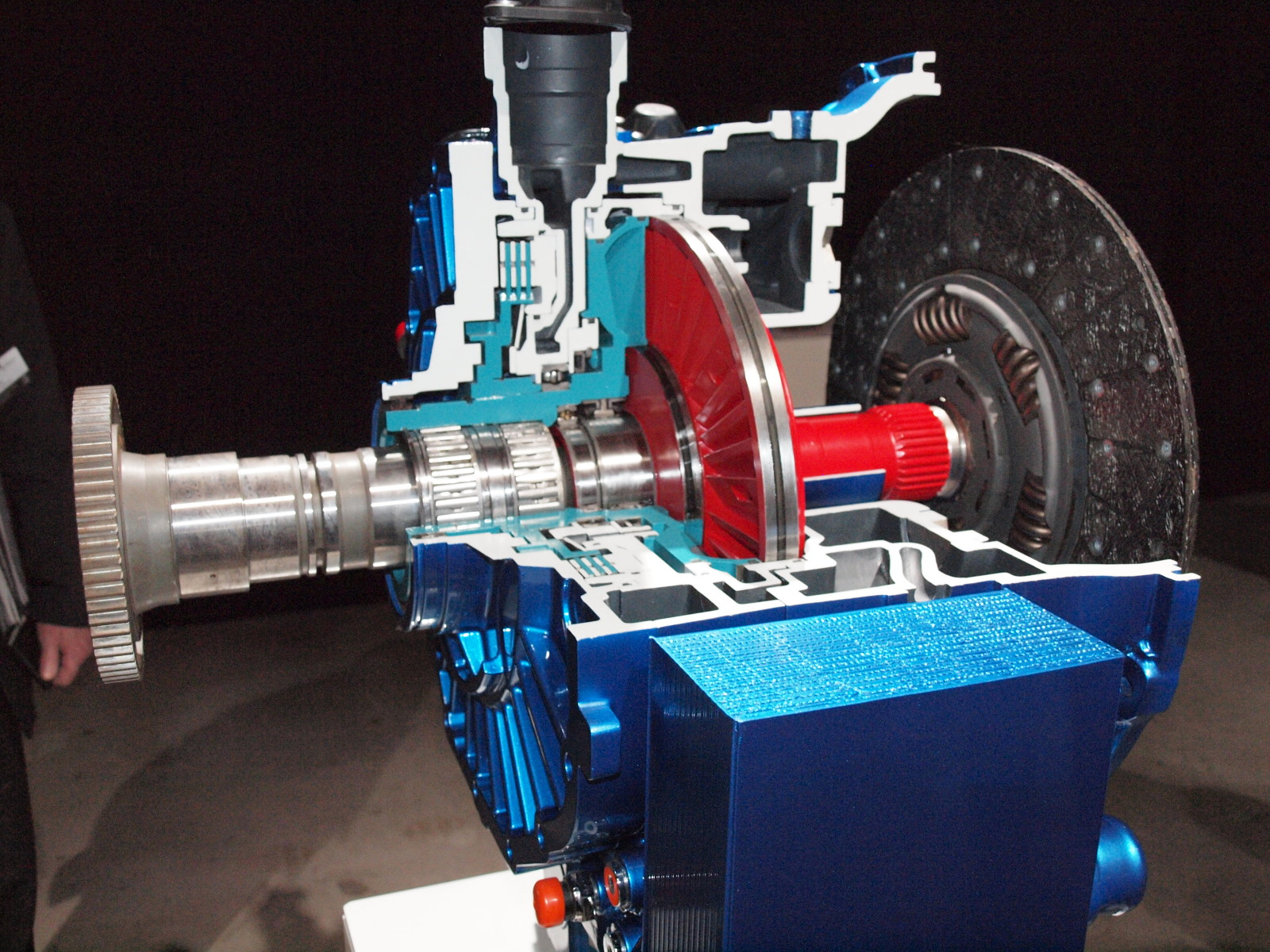
Turbo-Retarder-Kupplung von Daimler für die Schwerlasttransporter Actros SLT und Arocs SLT ab 2014

Die Turbo-Retarder-Kupplung von Voith vereint eine Strömungskupplung zum Anfahren/Rangieren und einen Retarder zum Bremsen in einem Gehäuse und mit einem Ölkreislauf. Im Fahrbetrieb übernimmt dann eine normale Trockenkupplung im selben Gehäuse die Kraftübertragung. Die Turbo-Retarder-Kupplung, kurz TRK, wird auch Verschleißfreies Integriertes Anfahr- und Bremssystem genannt, kurz VIAB.
Sie soll kompakter und leichter sein als herkömmliche Wandlerschaltkupplungen bzw. Automatikgetriebe und bei intensivem Rangieren im Gelände oder Anfahren am Berg mit beladenem Fahrzeug nicht überhitzen.
Erstmals wurde die TRK in den Schwerlasttransportern des Entwicklungspartners Daimler, dem Actros SLT und Arocs SLT (Serie ab 2014) eingebaut. Die Bremsleistung deren Retarder ist 476 PS – Zum Vergleich: Die des Dieselmotors Typ OM 473 beträgt maximal 646 PS. Durch die Turbo-Retarder-Kupplung können diese Zugmaschinen bis zu 250 Tonnen Gesamtzuggewicht an Steigungen von zehn Prozent ziehen, ohne Überlastung der Kupplung.
Seit April 2015 stattet auch der Kranfahrzeughersteller Manitowoc Company sein Modell GMK5250L serienmäßig damit aus.

## Bedienung
Die Bedienung eines Retarders variiert sehr stark nach Fahrzeugart. In der Regel befindet sich am Lenkrad neben dem Blinkerhebel ein weiterer Lenkstockschalter, mit dem sich 2 bis 6 Bremsstufen abrufen lassen. Sofern vorhanden, wird mit diesem Hebel auch der Tempomat bedient. Nachgerüstete Retarder besitzen oft frei auf dem Armaturenbrett platzierte Hebel. Bei Betätigung des Retarders mittels solcher Zusatzhebel ist zu beachten, dass die Bremsleuchten des Fahrzeugs nicht immer mit aktiviert werden. Starke Bremsmanöver mittels Retarder – die dieser durchaus leistet – sollten dann vermieden werden. Geregelt ist die Zuschaltung von Bremsleuchten beim Einsatz von Zusatzbremsen wie Retardern im § 53 (2) StVZO, danach kann das Bremslicht zugeschaltet werden, muss es aber nicht zwingend.
Auch ist zu beachten, dass der Retarder – ebenso wie andere Dauerbremsen – nur auf einzelne Achsen eines Fahrzeugs oder Fahrzeuggespanns wirkt, was sich besonders bei ungünstigen Fahrbahnverhältnissen (Schnee, Glätte) negativ auf Brems- und Spurverhalten auswirken kann. Daher lassen sich die Achsen separat abschalten.
Bei Linienbussen mit Automatikgetriebe beispielsweise ist der Retarder der Betriebsbremse vorgeschaltet und wird daher über die Fußbremse betätigt, ein Handhebel fehlt oft. In einer ersten Stufe bremst nur der Retarder, erst bei einer stärkeren Bremsung wirkt die mechanische Betriebsbremse mit.